# Eloise Blackwell
Pour les articles homonymes, voir Blackwell.

a Compétitions nationales et continentales officielles uniquement.

b Matchs officiels uniquement.
Dernière mise à jour le 27 octobre 2024.
Eloise Blackwell, née le 28 décembre 1990 à Auckland (Nouvelle-Zélande), est une joueuse internationale néozélandaise de rugby à XV. Elle joue au poste de deuxième ligne. Licenciée à Ponsonby, elle représente Auckland en Farah Palmer Cup et joue avec les Blues en Super Rugby Aupiki.

## Biographie
Eloise Blackwell naît le 28 décembre 1990 à Auckland en Nouvelle-Zélande, elle grandit sur l'île d'Aotea. Victime de harcèlement scolaire à cause de ses cheveux courts et comprenant que les filles la rejettent, elle décide de devenir copine avec les garçons. Et notamment de jouer au rugby à XV avec eux. Elle se fait vite un nom comme la fille qui est « aussi forte que les garçons ». Elle demande et obtient une bourse pour partir étudier et jouer une année à Vancouver. Elle y reste finalement deux ans.
À son retour en Nouvelle-Zélande, elle joue au Ponsonby RFC et fait forte impression, au point d'être très vite sélectionnée pour jouer avec la province d'Auckland.
Elle connaît sa première sélection avec la Nouvelle-Zélande à Twickenham en 2011, elle a vingt ans. Dans le même temps, elle gagne le premier des cinq titres d'affilée en National Provincial Championship avec Auckland.
En 2014, elle est sélectionnée pour la Coupe du monde en France, la première où les Black Ferns n'arrivent pas en demi-finale à la suite d'une défaite surprise contre l'Irlande (14-17).
En 2017, elle est de nouveau sélectionnée pour la Coupe du monde, où les Néo-Zélandaises remportent le cinquième trophée de leur histoire.
Elle signe son premier contrat professionnel en 2018 : c'est une des premières joueuses du pays à en bénéficier.
En 2020, elle est nommée capitaine des Black Ferns en remplacement de Leslie-Ann Elder (en), en congé maternité.
En mai 2021, elle joue le premier match de l'histoire des Blues, à l'Eden Park.
En 2022, et alors qu'elle est sous contrat avec la fédération néo-zélandaise, elle n'est pas appelée pour le Pacific Four Series puis n'est pas sélectionnée pour la Coupe du monde.
L'année suivante, capitaine du Auckland Storm, elle mène son équipe au titre national en marquant notamment deux essais en finale.
En parallèle à sa carrière de joueuse, elle est professeure d'éducation physique et entraineuse de l'équipe de rugby à la Epsom Girls' Grammar School, à Auckland.

## Palmarès

### En province
- Vainqueur du National Provincial Championship en 2011, 2012, 2013, 2014, 2015 et 2023.
- Vainqueur du Super Rugby Aupiki en 2024 et 2025.

### En équipe nationale
- Vainqueur de la Coupe du monde en 2017.